# Nemzeti Bajnokság II 1944–1945
Nemzeti Bajnokság II 1943–1944 sau liga a doua maghiară sezonul 1944–1945, a fost al 40-lea sezon desfășurat în această competiție.

## Istoric și format
Primul draft a fost creat la 28 iulie 1944. Pe lângă cele 56 de echipe incluse anterior (4 retrogradări NB I, 40 echipe NB II și 12 echipe NB III promovate), au fost incluse echipe suplimentare pe baza următoarelor criterii:
- NB II locul 12 4 echipe
- NB III locul 2 12 echipe
- NB II locul 13 4 echipe
- NB III locurile 3 11 echipe
- NB II locul 14 3 echipe
- NB II locul 15 3 echipe.

Cele 8 serii au fost:
| - Campionatul Național II, Budapesta Grupa A - Draft - Cikta Martfű - Stăruința Oradea - CFM Oradea - Békéscsabai Törekvés - Csabai AK - Ganz TE - BSzKRT SE - URAK - Kábelgyári SC - Törekvés SE - Magyar Pamutipari SC - VI. ker. SC - Campionatul Național II, Budapesta Grupa B - Draft - Ceglédi MOVE - Kecskeméti TE - Dunakeszi Magyarság - Tokodi Üveggyári SC - Dorogi AC - Wekerletelepi SC - Nemzeti Kinizsi - OTE III. ker. - Hungária SC - MOVE TE - Csepeli MOVE | - Campionatul Național II, Seria Nord A - Draft - Rush SK - Perecesi TK - VSC Miskolc - Munkácsi LE - MÁV Sátoraljaújhely AC - Kassai Rákóczi - Stăruința Satu Mare - F.C Baia Mare - MOVE Szabolcs SE - Kassai VSC - Campionatul Național II, Seria Nord B - Draft - Salgótarjáni SE - Losonci AFC - MOVE Ózdi VTK - Hatvani Vasutas SE - Losoncapátfalvai TSE - Rákoscsabai TK - Elektromos MTE - Testvériség SE - Wesselényi Miklós SE - Pénzügyi TSC - Felten SC - Kistext SE | - Campionatul Național II, Seria Sud-Est A - Draft - ASFS Târgu Mureș - CS CNOFM Târgu Mureș - AS Târgu Mureș - CFM Cluj - ASM Cluj - AS Sfântu Gheorghe - Bastionul Cluj - CFM Dej - Hargita Odorheiu Secuiesc - CA Universitar Cluj - ASM Bistrița - Campionatul Național II, Seria Sud-Est B - Draft - Tisza Vasutas SE - Szabadkai VAK - Makói VSE - Zentai AK - Hódmezővásárhelyi TVE - Szabadkai AFC - Újszegedi TC - Bácska Szabadkai AC - Óbecsei Bocskai - MOVE Zombori TK - Szegedi HASE - Újverbászi CSE - Topolyai SE | - Campionatul Național II, Seria de Vest A - Draft - Kaposvári Rákóczi AC - Alba Regia AK - Pécsi DVAC - Székesfehérvári MÁV Előre - Nagykanizsai Vasutas TE - Kaposvári Turul - Siófoki SE - Nagykanizsai Zrínyi Miklós TE - Zuglói Danuvia SE - Budapesti VSC - Fegyvergyári SK - Bethlen Gábor SE - Campionatul Național II, Seria de Vest B - Draft - Győri ETO - Szombathelyi Haladás VSE - Soproni Vasutas SE - Pápai Perutz SC - Tatabányai SC - MOVE Érsekújvári SE - Komáromi AC - Komáromi FC - Szombathelyi FC - Soproni FAC - II. ker. SC |

În ședința din 5 august 1944, la abia o săptămână de la pregătirea ligilor NB II și NB III, Consiliul Național MLSz a comasat ligile NB II și NB III - pentru a reduce distanțele de deplasare. Federatia a anunțat Campionatul raional cu 16 serii, campionat întrerupt după trei etape din cauza situației de război. Ultimele 5 serii au avut participare românească.
| - Seria Alföld - Seria Budapesta - Seria Budavideki (Budapesta zona metropolitană) - Seria Transdanubia de Sud - Seria de Sud - Seria Dunamellek - Seria Transdanubia de Nord - Seria Felvideki(de Sus), - grupa Bukk; - grupa Mátra | - Seria Ungariei Centrale - Seria Piliș - Seria Rakoș - Seria Tisa de Sus - Seria Subcarpatică - Seria Cluj - Seria Criș - Seria Secuiască, - Grupa Ciuc; - Grupa Harghita |

## Seria Tisa de Sus
Echipele participante au fost din 6 orașe: 
- Baia Mare: Tricolor Baia Mare, F.C Baia Mare
- Debrețin: CS Feroviar II, AS Ofițerii, Poștașii, ASM
- Nyíregyháza: CS Feroviar, MOVE Szabolcs
- Püspökladány: CFM
- Satu Mare: Stăruința, CS Feroviar, AS
- Valea lui Mihai: AF

Baia Mare, Debrețin, Nyíregyháza și Satu Mare au avut mai mult de o echipă.
| Poz | Echipă                    | Pld | W | D | L | GF | GA | GD | Pct |
| --- | ------------------------- | --- | - | - | - | -- | -- | -- | --- |
| 1   | FC Baia Mare(C)           | 2   | 1 | 1 | 0 | 1  | 0  | +1 | 3   |
| 2   | CS Feroviar Nyíregyháza   | 2   | 1 | 1 | 0 | 2  | 1  | +1 | 3   |
| 3   | CS Feroviar Debrețin II   | 1   | 1 | 0 | 0 | 7  | 0  | +7 | 2   |
| 4   | Stăruința Satu Mare       | 1   | 1 | 0 | 0 | 6  | 0  | +6 | 2   |
| 5   | CSF Satu Mare             | 2   | 1 | 0 | 1 | 4  | 4  | 0  | 2   |
| 6   | AS Satu Mare              | 2   | 1 | 0 | 1 | 3  | 7  | -4 | 2   |
| 7   | AS Ofițerii Debrețin      | -   | - | - | - | -  | -  | -  | -   |
| 8   | Poștașii Debrețin         | -   | - | - | - | -  | -  | -  | -   |
| 9   | ASM Debrețin              | -   | - | - | - | -  | -  | -  | -   |
| 10  | MOVE Szabolcs Nyíregyháza | -   | - | - | - | -  | -  | -  | -   |
| 11  | CFM Püspökladányi         | 1   | 0 | 0 | 1 | 2  | 3  | -1 | 0   |
| 12  | AF Valea lui Mihai        | 1   | 0 | 0 | 1 | 1  | 3  | -2 | 0   |
| 13  | Tricolor Baia Mare        | 2   | 0 | 0 | 2 | 0  | 8  | -8 | 0   |

(C) Campioana la momentul respectiv a fost F.C Baia Mare.
Surse:
"Sport national"/"Nemzeti Sport" din 1944.09.24

## Seria Subcarpatică
Echipele participante au fost din 13 localități: 
- Bereg: CSF
- Ciop: CFM
- Craihaza: CFM
- Frasin: AS
- Hust: MOVE
- Kisvárda: CFM
- Muncaci: AS Levente, AS Arpad
- Perecin: CS Bautlin
- Rahău: AS Levente
- Seleușu Mare: AS
- Sighetul Marmației: AS
- Slatina: 	AS Minerul
- Ujhorod: CS Ruși

Muncaci a avut mai mult de o echipă.
| Poz | Echipă                 | Pld | W | D | L | GF | GA | GD  | Pct |
| --- | ---------------------- | --- | - | - | - | -- | -- | --- | --- |
| 1   | AS Levente Muncaci (C) | 3   | 1 | 1 | 1 | 14 | 5  | +9  | 3   |
| 2   | MOVE Hust              | 2   | 1 | 1 | 0 | 7  | 4  | +3  | 3   |
| 3   | AS Seleușu Mare        | 2   | 1 | 1 | 0 | 5  | 4  | +1  | 3   |
| 3   | CS Ruși Ujhorod        | 2   | 1 | 1 | 0 | 5  | 4  | +1  | 3   |
| 5   | CFM Craihaza           | 2   | 1 | 0 | 1 | 6  | 3  | +3  | 2   |
| 6   | CSF Bereg              | 1   | 1 | 0 | 0 | 3  | 1  | +2  | 2   |
| 7   | AS Minerul Slatina     | 1   | 1 | 0 | 0 | 3  | 2  | +1  | 2   |
| 8   | CFM Ciop               | -   | - | - | - | -  | -  | -   | -   |
| 9   | MOVE Kisvárda          | -   | - | - | - | -  | -  | -   | -   |
| 10  | CS Bautlin Perecin     | -   | - | - | - | -  | -  | -   | -   |
| 11  | AS Levente Rahău       | -   | - | - | - | -  | -  | -   | -   |
| 12  | AS Frasin              | 1   | 0 | 0 | 1 | 0  | 4  | -4  | 0   |
| 13  | AS Sighetul Marmației  | 3   | 0 | 0 | 3 | 4  | 9  | -5  | 0   |
| 14  | AS Arpad Muncaci       | 1   | 0 | 0 | 1 | 0  | 11 | -11 | 0   |

(C) Campioana la momentul respectiv a fost AS Levente Munkácsi.
Surse:
Ziarul Sportul/"Sporthírlap" din 16.09.1944

## Seria Cluj
Echipele participante au fost din 4 orașe:  
- Bistrița: ASM
- Cluj: CFM, CA Universitar, CA II, ASM, AS Poștașul, Angajații Economici, Corvinul , Colegiul Agricol
- Dej: AS, Stăruința CFM
- Gherla: Stăruința

Doar Cluj și Dej au avut mai mult de o echipă.
| Poz | Echipă                   | Pld | W | D | L | GF | GA | GD | Pct |
| --- | ------------------------ | --- | - | - | - | -- | -- | -- | --- |
| 1   | CFM Cluj(C)              | -   | - | - | - | -  | -  | -  | -   |
| 2   | Bastionul Cluj           | -   | - | - | - | -  | -  | -  | -   |
| 3   | CA Universitar           | -   | - | - | - | -  | -  | -  | -   |
| 4   | CA Cluj II               | -   | - | - | - | -  | -  | -  | -   |
| 5   | AGM Cluj                 | -   | - | - | - | -  | -  | -  | -   |
| 6   | Stăruința CFM Dej        | -   | - | - | - | -  | -  | -  | -   |
| 7   | AS Dej                   | -   | - | - | - | -  | -  | -  | -   |
| 8   | ASM Bistrița             | -   | - | - | - | -  | -  | -  | -   |
| 9   | AS Poștașul Cluj         | -   | - | - | - | -  | -  | -  | -   |
| 10  | Angajații Economici Cluj | -   | - | - | - | -  | -  | -  | -   |
| 11  | Corvinul Cluj            | -   | - | - | - | -  | -  | -  | -   |
| 12  | Stăruința Gherla         | -   | - | - | - | -  | -  | -  | -   |
| 13  | Colegiul Agricol Cluj    | -   | - | - | - | -  | -  | -  | -   |

(C) Campioana la momentul respectiv a fost CFM Cluj.
* Campionatul a fost întrerupt din cauza evenimentelor războiului.
Surse:
Sportul national/"Nemzeti Sport" din 05.08.1944.

## Seria Criș
Echipele participante au fost din 9 localități:  
- Bichișciaba: CA, Stăruința
- Ciongrad: AS
- Hódmezővásárhely: AGS
- Jula: CA, SG
- Mezőberény: AS
- Mezovacihaza: SG
- Oradea: AS, Stăruința CFM
- Sarvaș: Stăruința
- Senteș: CFM

Doar Oradea și Jula au avut mai mult de o echipă.
| Poz | Echipă                | Pld | W | D | L | GF | GA | GD | Pct |
| --- | --------------------- | --- | - | - | - | -- | -- | -- | --- |
| 1   | CA Ciabai(C)          | 3   | 3 | 0 | 0 | 14 | 5  | +9 | 6   |
| 2   | Stăruința Bichișciaba | 4   | 2 | 1 | 1 | 14 | 8  | +6 | 5   |
| 3   | ASM Stăruința Oradea  | 2   | 2 | 0 | 0 | 9  | 0  | +9 | 4   |
| 4   | Turul Sarvaș          | 3   | 2 | 0 | 1 | 8  | 2  | +6 | 4   |
| 5   | CFM Bichișciaba       | 2   | 1 | 1 | 0 | 4  | 2  | +2 | 3   |
| 6   | AGS Hódmezővásárhely  | 2   | 1 | 0 | 1 | 6  | 3  | +3 | 2   |
| 7   | AS MOVE Szentes       | 2   | 1 | 0 | 1 | 7  | 5  | +2 | 2   |
| 8   | CFM Oradea            | 3   | 1 | 0 | 2 | 5  | 4  | +1 | 2   |
| 9   | AS Csongrád           | 3   | 1 | 0 | 2 | 5  | 11 | -6 | 2   |
| 10  | AS Mezőberény         | 3   | 1 | 0 | 2 | 4  | 11 | -7 | 2   |
| 11  | SG Mezovacihazi       | 3   | 1 | 0 | 2 | 1  | 10 | -9 | 2   |
| 12  | CA Jula               | 1   | 0 | 0 | 1 | 2  | 4  | -2 | 0   |
| 13  | CFM Szentes           | 1   | 0 | 0 | 1 | 1  | 8  | -7 | 0   |
| 14  | SG Jula               | 1   | 0 | 0 | 1 | 0  | 4  | -4 | 0   |

(C) CA Ciabai a fost campioana la momentul respectiv.
Surse:
"Sport national"/"Nemzeti Sport" 20.05.1941

## Seria Secuiască

### Grupa Ciuc
Echipele participante au fost din 4 orașe: Gheorgheni, Miercurea Ciuc, Sfântu Gheorghe și Târgu Secuiesc. Doar Sfântu Gheorghe a avut mai mult de o echipă.
| Poz | Echipă                       | Pld | W | D | L | GF | GA | GD | Pct |
| --- | ---------------------------- | --- | - | - | - | -- | -- | -- | --- |
| 1   | AS Sfântu Gheorghe(C)        | -   | - | - | - | -  | -  | -  | -   |
| 2   | Textila Sfântu Gheorghe      | -   | - | - | - | -  | -  | -  | -   |
| 3   | AS Gheorgheni                | -   | - | - | - | -  | -  | -  | -   |
| 4   | AS Gábor Áron Târgu Secuiesc | -   | - | - | - | -  | -  | -  | -   |
| 5   | AS Miercurea Ciuc            | -   | - | - | - | -  | -  | -  | -   |

### Grupa Harghita
Echipele participante au fost din 4 orașe: Târgu Mureș, Cristuru Secuiesc, Odorheiu Secuiesc și Reghin. Doar Târgu Mureș a avut mai mult de o echipă.
| Poz | Echipă                       | Pld | W | D | L | GF | GA | GD | Pct |
| --- | ---------------------------- | --- | - | - | - | -- | -- | -- | --- |
| 1   | ASCFS Târgu Mureș(C)         | -   | - | - | - | -  | -  | -  | -   |
| 2   | AEFMC Târgu Mureș            | -   | - | - | - | -  | -  | -  | -   |
| 3   | AS Târgu Mureș               | -   | - | - | - | -  | -  | -  | -   |
| 4   | Atilla Târgu Mureș           | -   | - | - | - | -  | -  | -  | -   |
| 5   | AG Hargita Odorheiu Secuiesc | -   | - | - | - | -  | -  | -  | -   |
| 6   | Ciaba Odorheiu Secuiesc      | -   | - | - | - | -  | -  | -  | -   |
| 7   | CA Cristuru Secuiesc         | -   | - | - | - | -  | -  | -  | -   |
| 8   | AS Turul Reghin              | -   | - | - | - | -  | -  | -  | -   |

## Vezi și
- Prima ligă maghiară 1944–1945
- Prima ligă maghiară
- Liga a 2-a maghiară
- Liga a 3-a maghiară
- Liga a 4-a maghiară
- Cupa Ungariei
- Supercupa Ungariei
- Cupa Ligii Ungariei